# Entionella fluviatilis
Entionella fluviatilis är en kräftdjursart som beskrevs av Tetsuo Miyashita 1941. Entionella fluviatilis ingår i släktet Entionella och familjen Entoniscidae.
Artens utbredningsområde är havet kring Japan. Inga underarter finns listade i Catalogue of Life.